# Izabela Badurek
Izabela Badurek (ur. 11 lipca 1991 w Lublinie) – polska judoczka oraz zawodniczka mieszanych sztuk walki (MMA). Brązowa medalistka Mistrzostw Polski U23 w judo w kategorii do -78 kg z 2012 roku. Mistrzyni PLMMA w wadze muszej z 2016 roku. Walczyła także dla takich organizacji jak: TFL, ACB, UFC, FEN czy Babilon MMA. 

## Osiągnięcia

### Judo
- 2012: Brązowy medal na Mistrzostwach Polski U23 w judo w Opolu, w kategorii do -78 kg[2].
- Brązowy pas[8]

### Mieszane sztuki walki
- 2016: Mistrzyni PLMMA w wadze muszej[4]

### Brazylijskie jiu-jitsu
- 2024: Czarny pas[9]

### Kudo Daido Juku
- Brązowy pas[8]

## Lista walk zawodowych w MMA
| Wynik     | Bilans | Przeciwnik (bilans przed walką) | Rozstrzygnięcie                      | Runda | Czas | Rozgrywki                             | Data       | Miejsce             | Uwagi                                                                            |
| --------- | ------ | ------------------------------- | ------------------------------------ | ----- | ---- | ------------------------------------- | ---------- | ------------------- | -------------------------------------------------------------------------------- |
| Przegrana | 8-7    | Kateryna Szakałowa (4-1)        | Decyzja (jednogłośna)                | 3     | 5:00 | FEN 33: Lotos Fight Night Warszawa    | 27.03.2021 | Warszawa            |                                                                                  |
| Wygrana   | 8-6    | Anita Bekus (3-1)               | Decyzja (niejednogłośna)             | 3     | 5:00 | FEN 30: Lotos Fight Night Wrocław     | 03.10.2020 | Wrocław             | Początkowo zwycięstwo Bekus, jednak werdykt został zmieniony po błędzie sędziów. |
| Przegrana | 7-6    | Katarzyna Lubońska (6-2)        | Decyzja (niejednogłośna)             | 3     | 5:00 | FEN 25: Ostróda Fight Night           | 15.06.2019 | Ostróda             | Debiut w FEN.                                                                    |
| Przegrana | 7-5    | Judyta Rymarzak (1-2)           | Decyzja (jednogłośna)                | 3     | 5:00 | TFL 14: Akpol Night                   | 16.06.2018 | Kraśnik             | Limit umowny -58 kg.                                                             |
| Wygrana   | 7-4    | Barbara Nalepka (4-3)           | TKO (ciosy)                          | 3     | 2:30 | TFL 13: Noxy Night                    | 23.03.2018 | Lublin              | Limit umowny -59 kg.                                                             |
| Przegrana | 6-4    | Zarah Fairn (5-2)               | TKO (ciosy)                          | 1     | 1:55 | Ladies Fight Night 7                  | 15.12.2017 | Łódź                | Limit umowny -64 kg.                                                             |
| Wygrana   | 6-3    | Isabelle Pare Par (5-0-1)       | TKO (ciosy i łokcie)                 | 1     | 4:00 | PLMMA 63: AFC 8                       | 27.02.2016 | Łobez               | Zdobyła mistrzowski pas PLMMA w wadze muszej.                                    |
| Przegrana | 5-3    | Aleksandra Albu (1-0)           | Poddanie (duszenie gilotynowe)       | 2     | 3:34 | UFC Fight Night: Gonzaga vs Cro Cop 2 | 11.04.2015 | Kraków              | Debiut w UFC.                                                                    |
| Wygrana   | 5-2    | Zaira Dyszekowa (0-0)           | TKO (balacha)                        | 1     | 2:36 | ACB 13: Poland vs. Russia             | 31.01.2015 | Płock               | Limit umowny -64 kg.                                                             |
| Wygrana   | 4-2    | Marzena Horoszko (0-0)          | Poddanie (duszenie zza pleców)       | 1     | 1:48 | TFL 5                                 | 20.06.2014 | Lublin              |                                                                                  |
| Wygrana   | 3-2    | Weronika Zygmunt (0-0)          | Poddanie (duszenie trójkątne rękoma) | 1     | 4:30 | TFL 1                                 | 08.11.2013 | Lublin              |                                                                                  |
| Przegrana | 2-2    | Martyna Czech (0-0)             | Decyzja (jednogłośna)                | 3     | 5:00 | ONLY 1                                | 31.08.2013 | Ustroń              | Limit umowny -63 kg.                                                             |
| Wygrana   | 2-1    | Anna Januszewska (0-0)          | Poddanie (balacha)                   | 1     | 3:02 | EFS 3                                 | 06.04.2013 | Koszalin            |                                                                                  |
| Wygrana   | 1-1    | Anna Urbanowicz (0-0)           | Poddanie (balacha)                   | 1     | 1:51 | PLMMA 11: Zamość                      | 13.01.2013 | Zamość              | Limit umowny -65 kg.                                                             |
| Przegrana | 0-1    | Klaudia Apenit (0-1)            | TKO (ciosy)                          | 3     | 2:13 | WFMMA 2                               | 02.12.2012 | Gorzów Wielkopolski | Limit umowny -60 kg.                                                             |